# John Eugene Osborne
John Eugene Osborne, född 19 juni 1858 i Westport, New York, död 24 april 1943 i Rawlins, Wyoming, var en amerikansk demokratisk politiker. Han var guvernör i delstaten Wyoming 1893-1895, ledamot av USA:s representanthus 1897-1899 och USA:s biträdande utrikesminister 1913-1916.
Osborne studerade medicin och utexaminerades 1880 från University of Vermont. Han flyttade till Wyomingterritoriet, arbetade som kirurg och blev en stor fårägare. Han märkte fåren i sin hjord med en dödskalle och i början av sin karriär lät han bland annat göra ett par skor av den lynchade banditen Big Nose Georgeskropp. Han kan ha burit dessa under installationsfestligherna när han blev guvernör.
Osborne besegrade Amos W. Barber i 1892 års guvernörsval i Wyoming. Han kandiderade inte till omval efter en mandatperiod som guvernör. Han besegrade sedan den sittande kongressledamoten Frank Wheeler Mondell i 1896 års kongressval. Osborne kandiderade inte heller till omval som kongressledamot. Han förlorade 1904 års guvernörsval i Wyoming mot Bryant Butler Brooks. Han gifte sig 3 november 1907 med Selina Smith. Paret fick ett barn.
USA:s president Woodrow Wilson utnämnde 1913 Osborne till biträdande utrikesminister. Han avgick från det ämbetet i december 1916. Han utmanade utan framgång sittande senatorn Francis E. Warren i 1918 års senatsval.
Osbornes grav finns på Cedar Hill Cemetery i Princeton, Kentucky.